# Hámori Barbara
Hámori Barbara (Budapest, 1972. december 1. –) magyar filmproducer, showrunner.

## Életpályája
1996-ban végzett az ELTE Bölcsészettudományi Kar magyar-média szakán. 1998 és 2001 között az RTL Klub Fókusz műsorának riportere, később szerkesztője volt. 2001-től egy évig az M1 csatornán vezette az Ismeretlen ismerősök című műsort.
2002-ben a TV2-nél a Claudia Show főszerkesztője, majd a Big Brother VIP producere lett. 2003 és 2008 között a Viasat3 programigazgatója volt.
Bő egy évig, 2008 augusztusáig a csatorna tulajdonosánál, a Modern Times Group-nál (MTG) a regionális programigazgatója pozícióját is betöltötte. 2009 és 2011 között az Origo szórakoztató tartalmakért felelős igazgatója volt. 2011 és 2014 között a Paprika Latino műsorgyártónál dolgozott.
2011 és 2018 között Lakatos Márk stylist, műsorvezető cégénél a Lakatos Márk Group-nál 50-50 százalékban társtulajdonos és ügyvezető igazgató.
2014-től 2020-ig a ContentLab & Factory alelnöke volt.
2020-tól önálló cége van, a Scripted Productions, amelyben producerként, showrunnerként, forgatókönyvíróként és rendezőként is tevékenykedik. 2025 januárjában Az én kék zónám címmel longevity témájú podcastet indított.
Többször szerepelt a Forbes Az 50 legbefolyásosabb magyar nők listáján Média kategóriában.

## Családja
Édesapja Hámori József agykutató, neurobiológus, egyetemi tanár, kultuszminiszter. Édesanyja Tompa Anna kutatóorvos, a SOTE professzora, kandidátus. Testvére: Hámori Máté karmester. Férje Balázs Iván vágó, gyermekei Molnár Júlia (1996), Csanádi Olivér (2001) és Balázs Gedeon (2013).

## Szakmai missziója mint női vezető és kreatív szakember
Hátránya a munkaerőpiacon nem származott abból, hogy nőnek született, mondta el egy interjúban, de hozzátette, hogy mikor 30 évesen a Viasat3 programigazgatója lett, először sokan megkérdőjelezték, hogy miért pont őt választották meg. Elmondása szerint ez  a korai vezetői tapasztalat segítette abban, hogy később sikeres showrunner és producer legyen.
A producer szerint a női minták szerepe kulcsfontosságú a társadalmi és szakmai előrelépésben, különösen a média és vezetői pozíciók területén. Több interjújában is hangsúlyozza, hogy a 21. században a nőknek meg kell találniuk a helyüket, és fontos, hogy a női nézők lássanak erős, hiteles női példaképeket a képernyőn, mert ez segíti őket abban, hogy ne ragadjanak bele a hagyományos nemi szerepekbe. Egyik példának a Keresztanyu karakterét említi, de szívesen készítene női nyomozóval is krimisorozatot.
Családjában és környezetében is több erős női minta volt, példának az édesanyját és nagymamáját említi, akik felvilágosult, erős nők voltak, és ezek a példák belső motivációt adnak neki a női felemelkedésért való kiállásban. Ő maga is azt üzeni a nőknek, hogy „csajok, ébredjünk fel!”, azaz tudatosan vállalják a szerepüket és lehetőségeiket.
Saját cégénél nem alkalmaz külön programot a nemek arányának kiegyenlítésére, de fontosnak tartja, hogy a munkahelyi környezet rugalmas legyen, például otthoni munkavégzéssel, és hogy a munkaerő kiválasztásánál a képességek számítsanak, nem a nem. Hisz abban, hogy férfiak és nők együtt tudják a legtöbbet kihozni egy projektből, és a nemek közötti egyenlőség elérésében kis lépésekben haladunk előre.

## Műsorai
- A mi kis falunk (2017–2019)
- Stíluspárbaj
- Feleségek luxuskivitelben (2017–2020)
- Korhatáros szerelem (2017–2018)
- 200 első randi (2018–2019)
- Drága örökösök (2019–2020)
- Keresztanyu (2021–2022)
- Hotel Margaret (2022)
- A Séf meg a többiek (2022)
- Drága örökösök – A visszatérés (2022–2024)
- Kanapéhuszárok (2023)
- Az ugrás (2024)
- The Floor – Csak egy maradhat (2024–)
- 5 Arany Gyűrű (2025–)
- Pokoli rokonok (2025–)
- Exek csatája (2025–)
- Az én kék zónám (2025–)